# Ludwigshafen am Rhein
Ludwigshafen am Rhein ou Ludwigshafen no Reno é uma cidade do Estado federal alemão de Renânia-Palatinado, na Alemanha. Esta cidade situa-se na margem do rio Reno, frente à cidade de Mannheim (Estado federal de Baden-Württemberg).
Ludwigshafen am Rhein é uma cidade independente (Kreisfreie Städte) ou distrito urbano (Stadtkreis), ou seja, possui estatuto de distrito (kreis).
É mundialmente conhecida por ter em seu território a sede da empresa química BASF.

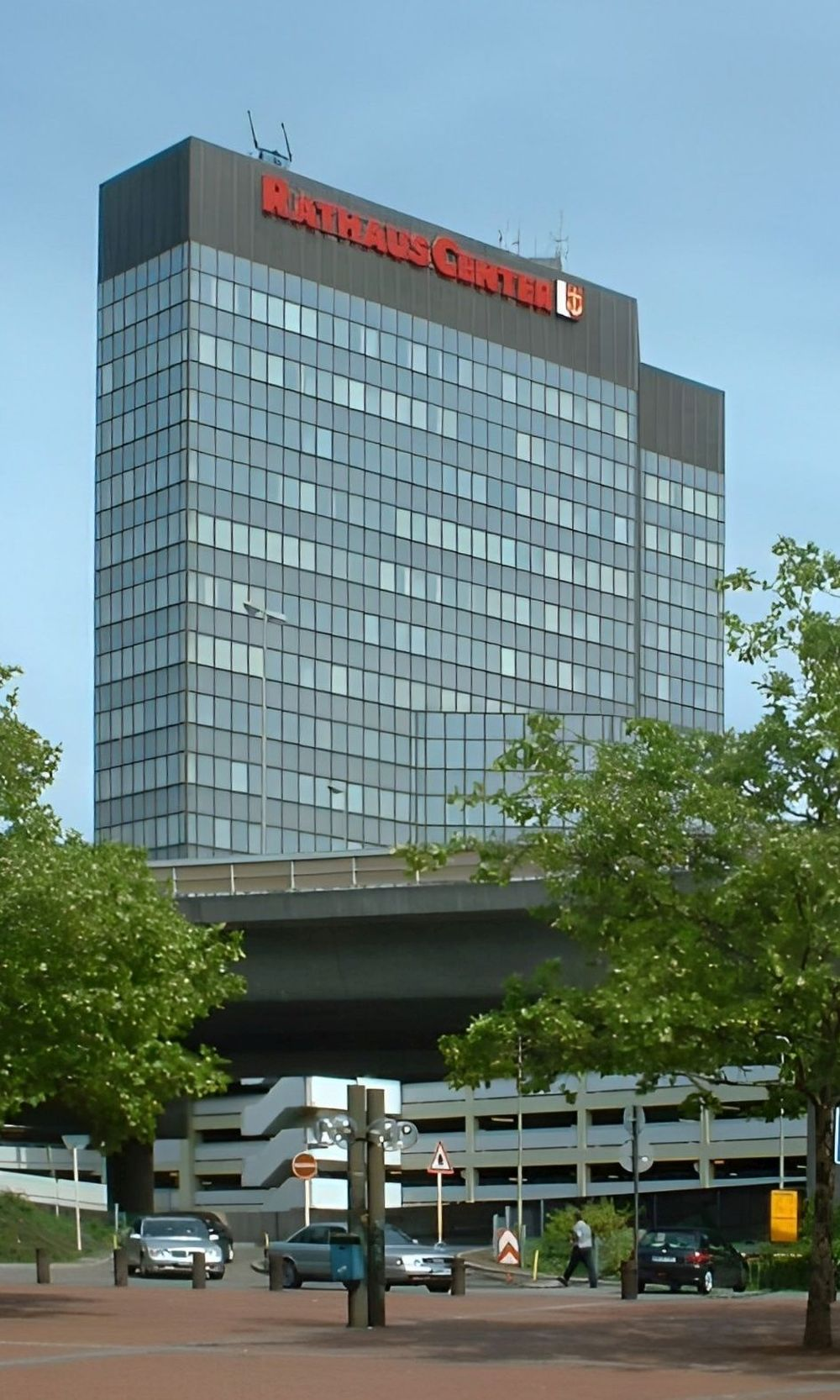
Rathaus Center
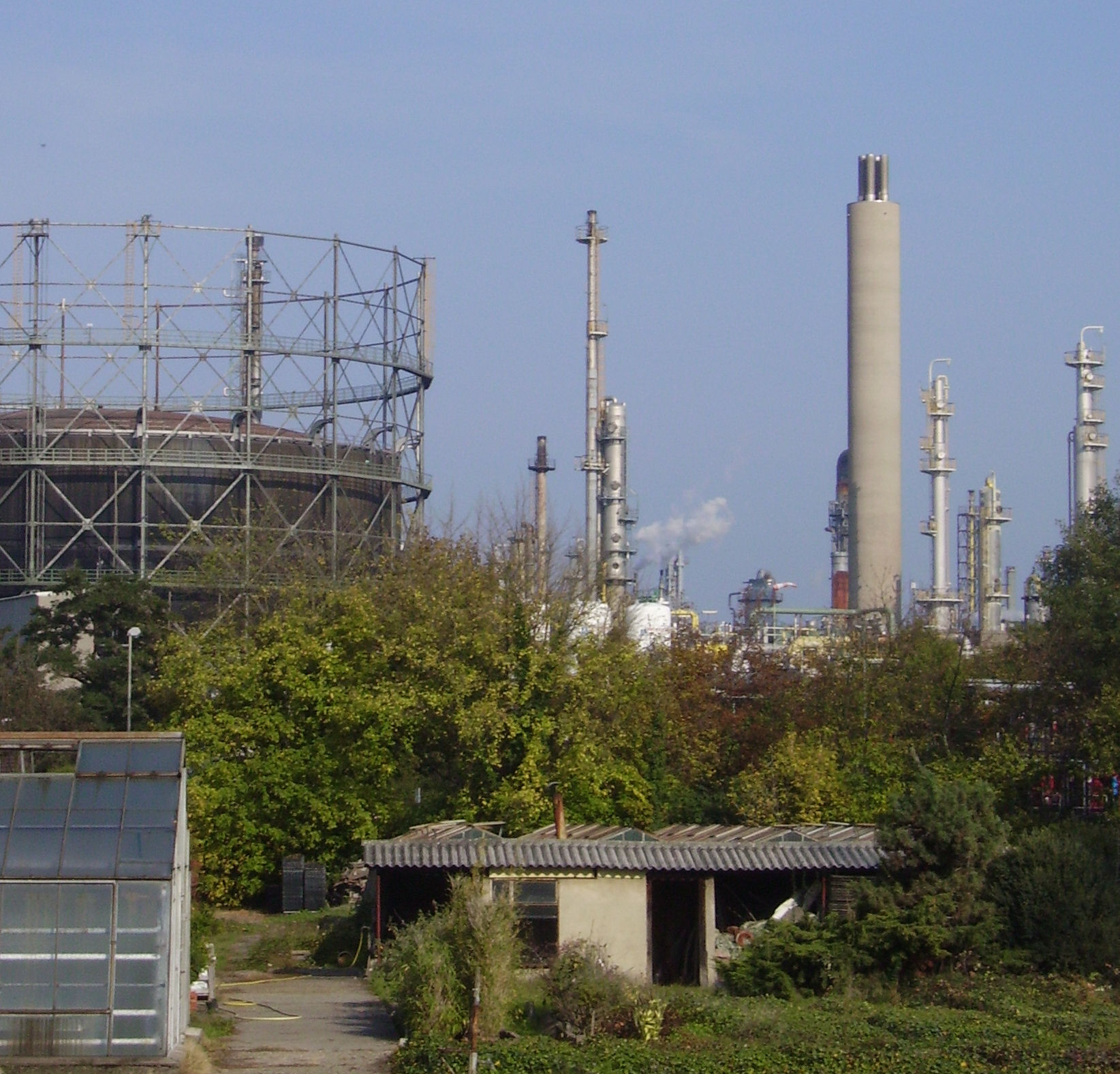
BASF
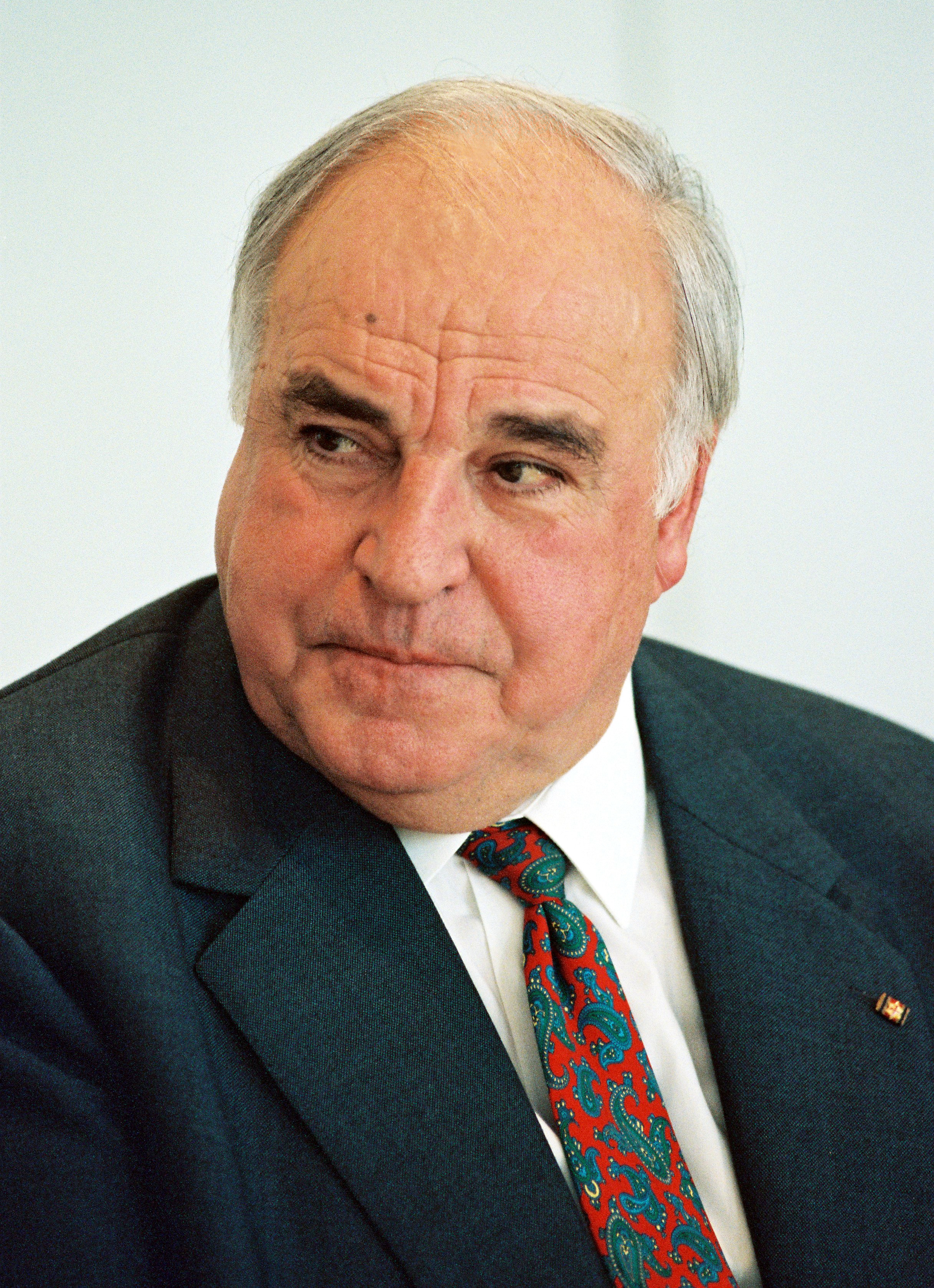
Helmut Kohl
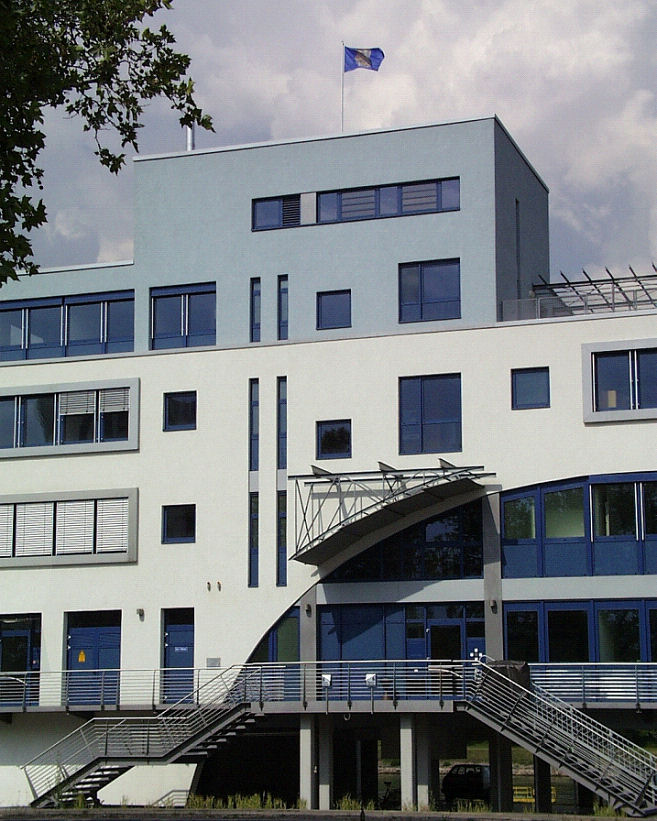
Ostasieninstitut